# Boeing AH-64
Der AH-64 Apache [əˈpætʃi] ist ein schwerer, zweimotoriger Kampfhubschrauber (englisch attack helicopter, AH), der vor allem von der United States Army eingesetzt wird. Der Apache wurde vom US-amerikanischen Unternehmen Hughes Aircraft entwickelt und wird heute von Boeing produziert.

## Geschichte
Im Vietnamkrieg kamen erstmals in größerem Ausmaß Hubschrauber zum Einsatz. Die eingesetzten Modelle waren abgesehen von der Bell AH-1G „Cobra“ jedoch überwiegend für Transport- und Aufklärungsaufgaben und nicht für Kampfeinsätze entwickelt worden und nur unzureichend bewaffnet und geschützt. So verloren die USA fast 5000 Hubschrauber in einem Krieg, bei dem die feindlichen Einheiten nur gelegentlich in der Größe und Dichte wie bei konventionellen Schlachten auftraten. Hoch beanspruchte Bauteile korrodierten bei der vorherrschenden hohen Luftfeuchtigkeit und Temperatur des Einsatzgebiets im Bereich der wechselfeuchten Tropen.
Bereits im Jahr 1964 war von der US Army ein Entwicklungsauftrag für einen schweren Kampfhubschrauber ausgeschrieben worden. Das Ergebnis war der Lockheed AH-56 „Cheyenne“, dessen Weiterentwicklung allerdings eingestellt wurde.
Die US Army wünschte sich für den zweiten Anlauf zusätzlich bessere Manövrierfähigkeit, Nachteinsatzfähigkeit und herausragende Tiefflugfähigkeiten. Der neue Hubschrauber wurde für den Einsatz in bewaldeten, hügeligen und gebirgigen Gebieten Europas und Asiens konzipiert. Seine Fähigkeiten konnte der Hughes YAH-64-Prototyp bei seinen Testflügen ab 30. September 1975 eindrucksvoll unter Beweis stellen. Nach einer gründlichen Testphase ging der Hubschrauber im März 1982 mit einem anfänglichen Stückpreis von rund 17 Millionen US-Dollar in die Serienproduktion. Am 26. Januar 1984 wurden die ersten AH-64A an die US Army ausgeliefert. Als erste Einheit meldete das 6th Cavalry Regiment im Juli 1986 die volle Einsatzfähigkeit mit der AH-64A. Bis Juli 1993 wurden 800, bis Oktober 1995 insgesamt 900 und bis ins Jahr 2000 dann 1048 AH-64 Apache in verschiedenen Versionen gebaut und ausgeliefert. Die A-Baureihe wurde bis 2012 betrieben; parallel begann der Einsatz der E-Baureihe.

## Einsatz

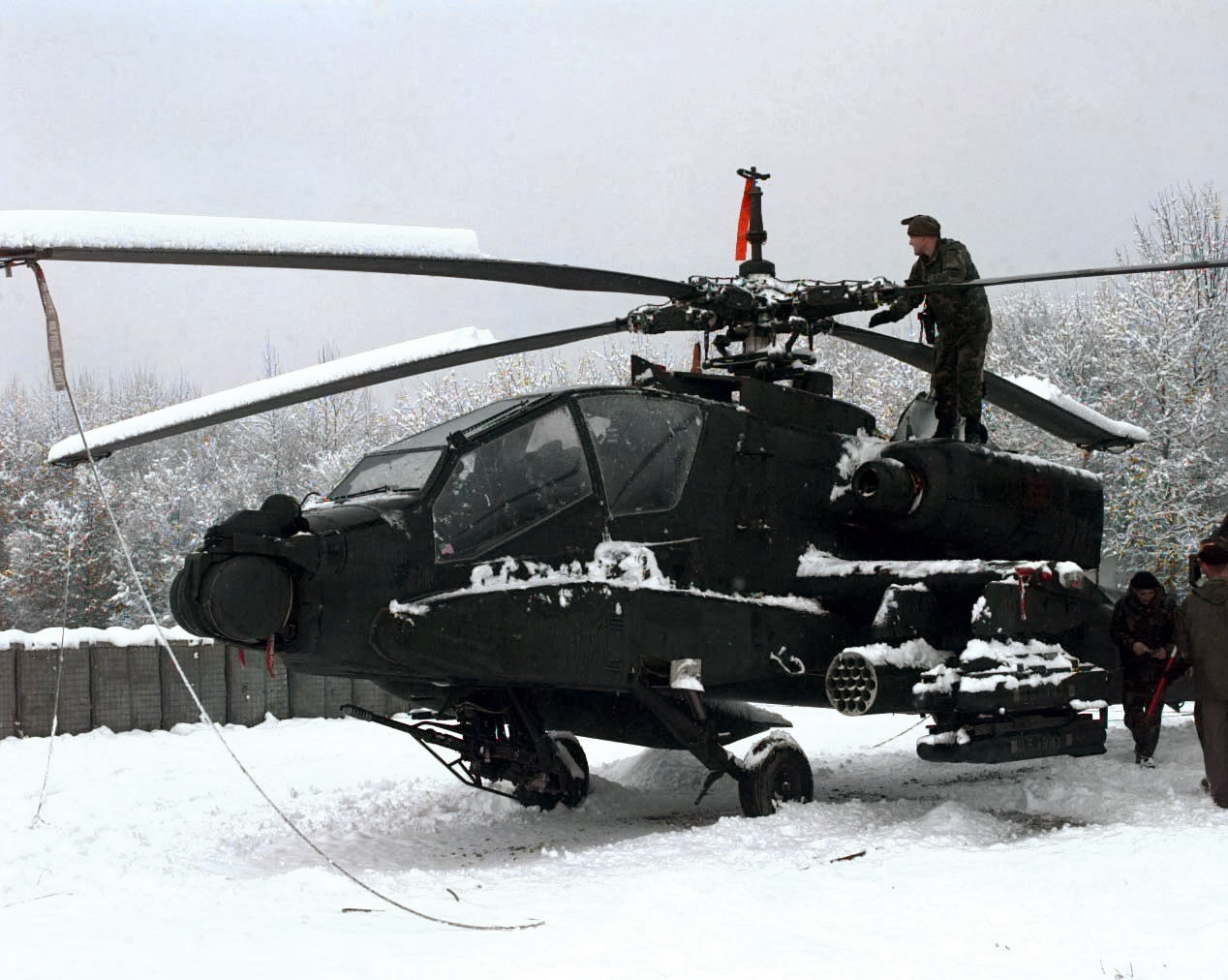
AH-64A in Tuzla im Rahmen der Stabilization Force (SFOR)

Der Apache-Kampfhubschrauber hatte seinen ersten Kampfeinsatz im Jahre 1989 bei der US-Invasion in Panama. Später spielte der AH-64 wesentliche Rollen im Zweiten Golfkrieg, bei der Operation Enduring Freedom in Afghanistan und im Irakkrieg.
Der Einsatz der AH-64A Apache in der Operation Desert Storm (1990/91) richtete sich meist gegen irakische Kampfpanzer und andere gepanzerte Fahrzeuge und erwies sich als sehr wirksam, da die irakische Luftabwehrtaktik hierauf nicht vorbereitet war. In der ersten Angriffswelle wurden die Kampfhubschrauber auch gegen Teile des irakischen Radarnetzes eingesetzt, um damit den Bombern ein unbemerktes Eindringen in den feindlichen Luftraum zu ermöglichen. Allerdings hatte die US Army erhebliche Probleme mit der Wartung und Instandsetzung der AH-64. Der feine Wüstenstaub verstopfte die Filter der Klimaanlagen im Cockpit und wirkte sich langfristig negativ auf die Einsatzfähigkeit der Piloten aus. Ebenso häufte sich der Verschleiß der Turbinen und anderer beweglicher Teile und erforderte somit zusätzliche Logistikkapazitäten. Während des gesamten Krieges wurden acht Hubschrauber von feindlicher Luftabwehr getroffen. Einer der getroffenen Hubschrauber wurde abgeschossen, wobei die Besatzung den Absturz überlebte. Mithilfe des Apache selbst wurden unter anderem über 500 Kampfpanzer, 120 Transportpanzer, 30 Luftabwehrsysteme, 50 Bunker und 10 Hubschrauber zerstört. Am 17. Februar 1991 zerstörte ein US-amerikanischer AH-64 versehentlich mit Hellfire-Raketen einen US-Schützenpanzer vom Typ Bradley und einen Transportpanzer vom Typ M113, dabei starben zwei US-Soldaten und sechs wurden verwundet.
Im Dritten Golfkrieg (2003) wurden AH-64D Apache Longbow bei der Invasion des Iraks eingesetzt. Beim Vorstoß auf Bagdad wurde eine große Anzahl dieser Kampfhubschrauber zwischen Kerbela und Kut eingesetzt. 33 Kampfhubschrauber des 11th Aviation Regiments – sonst stationiert in Illesheim – griffen am 24. März 2003 die irakische 2. Panzerdivision der Republikanischen Garde bei Kerbela an. Dabei scheiterte der US-Angriff, da die irakische Aufklärung den geordneten Anflug verfolgte und die Kampfhubschrauber mit konzentriertem Abwehrfeuer vom Boden aus belegte. 30 Hubschrauber wurden getroffen, konnten jedoch zur Basis zurückkehren. Ein AH-64D musste hingegen notlanden und die Besatzung geriet in Kriegsgefangenschaft. Bei der Nachtlandung auf einem Wüstenflugplatz wurde ein weiterer AH-64D zerstört. Nach diesem Zwischenfall gab es keine Einsätze der AH-64D in der Tiefe des feindlichen Gebietes mehr; stattdessen wurde der Hubschrauber seitdem an der vordersten Frontlinie eingesetzt. Auch die Triebwerke erwiesen sich trotz verschiedener Verbesserungen seit 1991 als nicht sehr wüstentauglich; so konnten die AH-64D durch das beim Start verursachte Aufwirbeln von Wüstenstaub häufig nicht starten.
Die Berichte über die Verwundbarkeit gegenüber Bodenangriffen vor allem in städtischen Gebieten häuften sich. So gelang es Bodentruppen oder Einzelkämpfern immer wieder, Teile von Antrieb oder Steuerung der Hubschrauber zu treffen und die Maschinen zur Notlandung zu zwingen oder gar zum Absturz zu bringen. Am 28. Januar und am 2. Februar 2007 kam es so durch Bodenfeuer in Taji und Nadschaf zum Verlust von je einem AH-64D und seiner Besatzung.

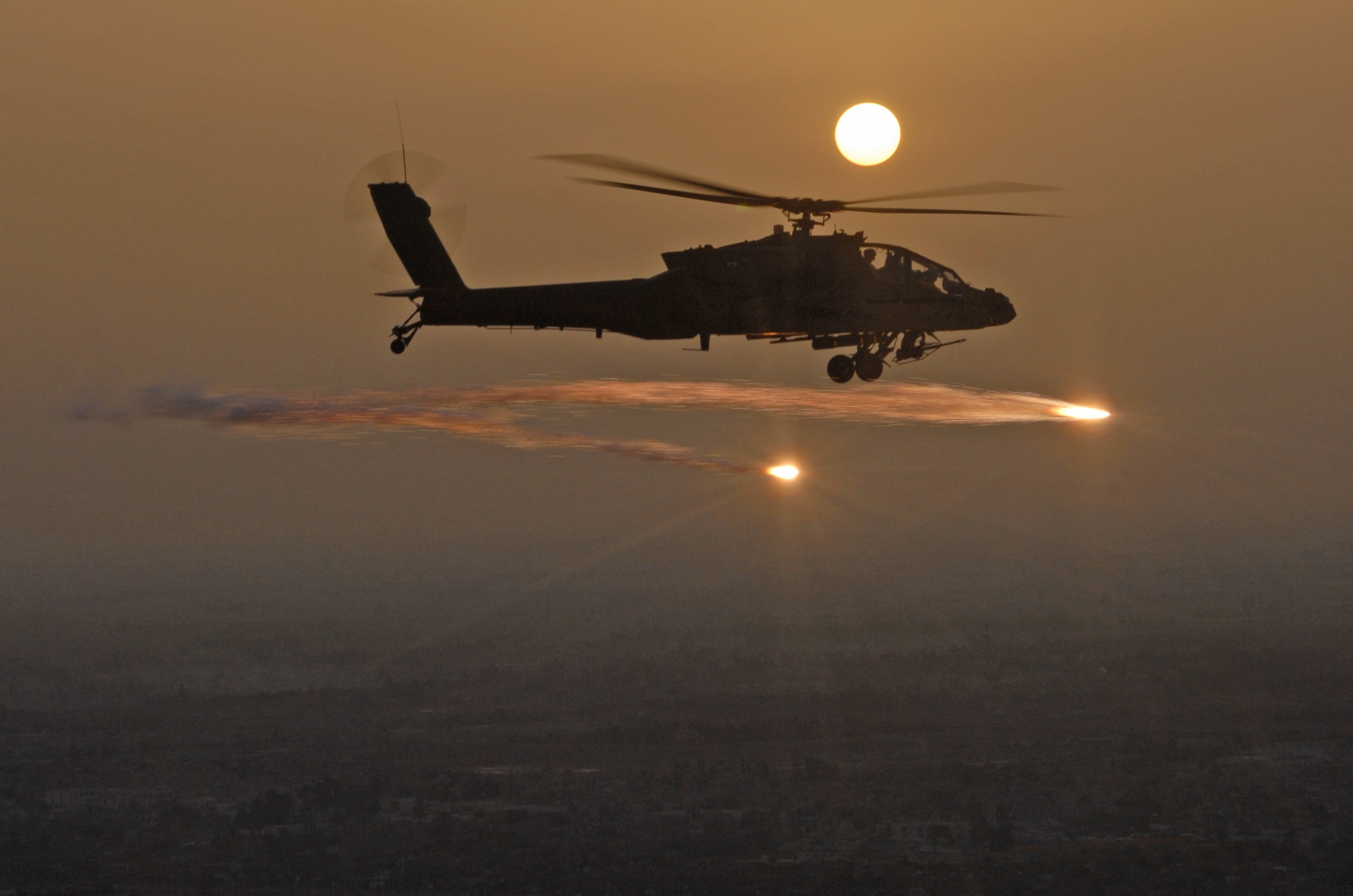
Ein AH-64 feuert Täuschkörper ab

Untersuchungen ergaben, dass 80 Prozent aller in Afghanistan eingesetzten Apache mit Einschusslöchern an bisweilen kritischen und eigentlich als geschützt geltenden Stellen vom Einsatz zurückkehrten. Dies ist auch in der Auslegung als Anti-Panzer-Waffe oder „Panzerjäger“ begründet, die ihn für das Umfeld der asymmetrischen Kriegsführung weniger tauglich macht. Der AH-64 ist, anders als etwa der Sikorsky UH-60-Transporthubschrauber, zum Beispiel nicht für Landungen in feindlichen Gebieten vorgesehen und daher auch nicht umfassend gepanzert. Im Rahmen der Operation Anaconda wurden sieben Apache eingesetzt, von denen alle Treffer aus Maschinengewehren und RPG-Panzerfäusten hinnehmen mussten. Es kam zwar zu keinem Absturz, allerdings mussten fünf Stück umfassend repariert werden.
Ein weiteres Problem zeigte sich beim Absturz eines Apache und einer weiteren Notlandung: Teile der Abdeckung der Hellfire-Rakete waren in den Heckrotor geraten, daher erging vorübergehend die Order, Raketen nur vom rechten Pylon aus abzufeuern, weil dort die Sogwirkung geringer war (siehe auch: „Das Hellfire-Desaster“).
Grundsätzlich gehört der Apache weiterhin zu den wirkungsvollsten Kampfhubschrauber-Waffensystemen. Nach dem Ende des RAH-66 Comanche-Tarnkappenhubschrauber-Projektes, der eine Erweiterung der Fähigkeiten darstellen sollte, ist ein Nachfolger nicht in Planung, und der AH-64 wird noch längere Zeit im Dienst bleiben.
Am 28. April 2023 stürzten 2 AH-64 in Alaska bei Healy rund 130 km SW Fairbanks ab. 3 von 4 Mann Besatzung starben, 1 Pilot wurde verletzt. Beide waren nach einer Übung auf dem Rückflug nach Fort Wainwright.

## Technik

### Cockpit und Panzerung
Der Apache ist ein zweisitziger Hubschrauber, in dem die Besatzung hintereinander angeordnet ist: Der Bordschütze sitzt dabei vorne und der Pilot 48 cm höher direkt dahinter. Das Cockpit verfügt über Front- und Seitenscheiben aus Thermoglas ohne Klassifizierung, eine Panzerglasscheibe zwischen den Piloten und ist mit Panzerplatten, welche zur Verstärkung aus chemischen Borverbindungen bestehen, ringsum ausgestattet, außerdem sind die Sitze der Piloten mit Kevlar verstärkt und bieten so zusätzlichen Schutz nach unten und hinten sowie eingeschränkt seitlich. Die Panzerung widersteht laut Spezifikation Treffern von 12,7-mm-Munition. Den Piloten stehen im Fall eines Absturzes keine Schleudersitze zur Verfügung.
Die Zelle des Hubschraubers ist gepanzert und viele Komponenten des Hubschraubers sind redundant ausgelegt. Die Panzerung besteht aus einem mehrere Zentimeter dicken Schaumstoff, der mit einem speziellen PET-Verbundstoff versetzt ist und durch ein feuerhemmendes Kunstharz mit einigen Lagen Kevlar verbunden ist. Der Hubschrauber kann laut Spezifikation nach Beschuss mit 12,7-mm-Munition von unten mindestens 30 Minuten weiterfliegen und kann Treffer von 23-mm-Munition, wie sie im weit verbreiteten ZSU-23-4-Flakpanzer verwendet wird, in einigen nicht flugkritischen Komponenten verkraften. Hierzu wurden unter anderem kritische Teile der Kraftübertragung mit Stahlmanschetten armiert. Das verwendete Panzerglas ist 4,5 cm dick und widersteht ebenfalls Treffern durch 23-mm-Projektile. Sollte der Fensterrahmen nach einer Bruchlandung verzogen sein, so können die Piloten die Scheiben auch absprengen. Auch sind Leitungen, Rohre und Kabel mit größtmöglichem Abstand im Rumpf verlegt, um die Chancen für gleichzeitige Beschädigung zu verringern. Aus demselben Grund wurden die Triebwerke möglichst weit voneinander entfernt am Rumpf angebracht. Der Apache hat ein nicht einziehbares gefedertes Hauptfahrwerk. Fahrwerk und Zelle bieten durch ihre Konstruktion der Besatzung eine rechnerische Überlebenschance von 95 Prozent bei Landungen mit einer Sinkgeschwindigkeit von bis zu 12,8 m/s, dies entspricht einer Aufprallgeschwindigkeit am Boden mit ca. 46 km/h.

### Triebwerke

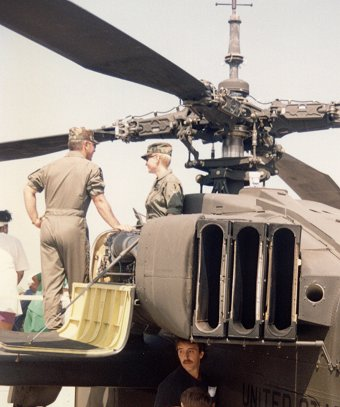
Ein Triebwerk während der Wartung. Gut zu erkennen ist das Infrarot-Unterdrückungssystem.

Zwei T700-GE-701-Triebwerke von General Electric mit je 1238 kW (1660 PS) bringen den Hubschrauber auf eine Höchstgeschwindigkeit von 293 km/h horizontal (ohne Außenlasten bzw. Mastvisier beim AH-64D Longbow), die maximal zulässige Geschwindigkeit (Never-exceed-speed, VNE) beträgt 365 km/h. Mit Mastvisier erreicht der AH-64D Longbow eine Höchstgeschwindigkeit von 265 km/h horizontal. Beide Triebwerke können in Notfällen auf bis zu 1447 kW (1940 PS) für etwa zwei Minuten überlastet werden. Sollte eines der Triebwerke in Brand geraten, werden sämtliche Lüftungsklappen automatisch geschlossen, um das Feuer zu ersticken. Der Apache hat crashsichere interne Treibstofftanks mit einer Kapazität von 1421 Litern, die ihm eine Reichweite von bis zu 482 Kilometern mit 30 Minuten Reserve ermöglichen. Sie sind selbstabdichtend und bleiben auch nach Treffern durch 30-mm-Munition dicht. Zusätzlich kann mit externen Tanks die Treibstoffkapazität auf 4910 Liter und damit auch die Reichweite für Überführungen auf bis zu 1899 km mit einer 45-Minuten-Reserve gesteigert werden. Die Triebwerksauslässe sind mit einem speziellen System zur Reduktion der Infrarotsignatur ausgestattet. Durch die Beimischung von kalter Luft und einer besseren Verwirbelung soll so die Erfassungsreichweite feindlicher IR-Systeme verringert werden.

### Rotoren
Der linkslaufende Hauptrotor ist ein Gelenkrotor, dessen Blätter mit Schlag- und Schwenkgelenken horizontal und vertikal angeschlossen sind. Die Hauptrotorblätter bestehen aus jeweils fünf Edelstahlholmen in einem Glasfaserbett und sind mit mehreren Lagen rostfreiem Stahl überzogen. Die Anzahl der Lagen nimmt zur Blattwurzel hin zu. Die Hinterkante der Rotorblätter besteht aus Verbundwerkstoffen. Der Heckrotor besteht aus zwei Zweiblatt-Rotoren, die zur Geräuschreduzierung in einem Winkel von 55° versetzt übereinander auf der Heckrotorwelle angeordnet sind. Das Hauptgetriebe kann bis zu einer Stunde ohne Öl funktionieren, ebenso das Getriebe des Heckrotors.

### Radar und Zielerfassung

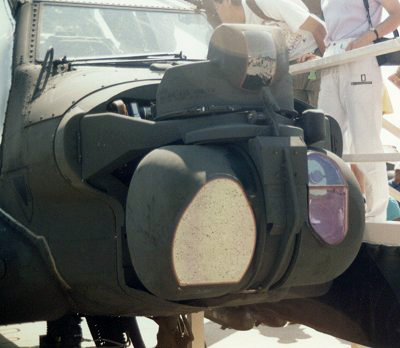
Das TADS-Sensorsystem an der Nase des Apache

Kernstück der Offensivkapazitäten des Apache AH-64A ist das TADS-FCR (Target Acquisition and Designation System-Fire Control Radar) AN/ASQ-170. Es kann Ziele optisch sowohl im sichtbaren als auch im infraroten Spektrum orten und mit einem Laser anvisieren. Der Laser dient zur Zielzuweisung der Hauptwaffe, der Hellfire-Panzerabwehrlenkwaffe. Außerdem kann der Hubschrauber für andere Einheiten, beispielsweise für die US Air Force, Ziele markieren, welche diese dann mit lasergelenkten Waffen bekämpfen können („buddy lasing“). Zusätzlich ist im Kinnturm über dem TADS das PNVS (Pilot Night Vision Sensor) AN/AAQ-11 installiert, das im Infrarotbereich arbeitet und seine Bilder an die Cockpitbildschirme oder die Helmvisiere der Besatzung überträgt. Bei den AH-64D Longbow kommt das auf dem Rotormast installierte AN/APG-78-Millimeterwellen-Feuerleitradar dazu, das in weniger als einer Minute bis zu 128 Ziele erkennen und klassifizieren kann. Es besitzt eine Reichweite von bis zu 8 km. Ab 2005 wurden die TADS/PNVS-Sensoren durch das eine größere Reichweite und höhere Auflösung liefernde Arrowhead-System von Lockheed Martin ersetzt.

Zielerfassung mit Visiersystem IHADSS

Die Zielerfassung erfolgt über ein mit dem Helm der Piloten verbundenes Visiersystem IHADSS (Integrated Helmet And Display Sight System). Eine Kopfbewegung des Piloten in Richtung des zu erfassenden Ziels schwenkt den Zielerfassungslaser in die entsprechende Richtung. Gleichzeitig werden Informationen über das Ziel, zusammen mit Informationen über den Flugzustand des Hubschraubers in das Sichtsystem eingeblendet.
Bei der Version AH-64D dient das TADS-FCR als Rückfallebene, wenn das bei dieser Version auf dem Rotormast montierte Westinghouse-Millimeterwellen-Radar ausfallen sollte.

## Transport
Der Apache kann unter anderem auf dem Luftweg transportiert werden. Sollte eine Luftverlastung notwendig sein, können die Rotorblätter des Hubschraubers gefaltet oder auch demontiert und zusätzlich, um Höhe einzusparen, die Beine des Hauptfahrwerks nach hinten gefaltet werden. Werden diese Maßnahmen ausgeschöpft, können in Transportflugzeuge vom Typ Lockheed C-141 und Airbus A400M zwei Apache, in Flugzeuge vom Typ McDonnell Douglas C-17A bis zu drei und in die größere Lockheed C-5 bis zu sechs der Hubschrauber verladen werden.

## Nutzer

Weltweite Nutzung des 'Apache':

Australien
Australian Army: 29 AH-64E, Auswahlentscheidung 2021, Zulauf ab 2026
 Ägypten
Ägyptische Luftstreitkräfte: 45, 36 AH-64A, 45 AH-64D (35 umgerüstete AH-64A, 10 Neubauten), 43 AH-64E (Umrüstung von AH-64D geplant)
 Griechenland
Griechisches Heer: 32, 20 AH-64A+, 12 AH-64D
 Indien
Indian Air Force: 22 AH-64E(I) (Auslieferung 2019/2020)
Indian Army: 6 AH-64E(I) (Auslieferung 2025)
 Indonesien
Landstreitkräfte: 8 AH-64E (Auslieferung seit 2017)
 Irak
Irakische Luftwaffe: 6 AH-64 (Leasing seit 2014 geplant zur Aufnahme des Flugtrainings), 24 AH-64E (Beschaffung geplant seit 2014)[veraltet]
 Israel
Israelische Luftstreitkräfte: 87, 42 AH-64A „Peten“ (18 Neubauten ab 12. September 1990 ausgeliefert, 24 weitere gebraucht von der US-Army übernommen, noch 24 aktiv), 21 AH-64D „Saraph“ (ab 2005 ausgeliefert, noch 20 aktiv), AH-64E geplant, insgesamt zwei Staffeln auf der Ramon Air Base
 Japan
Bodenselbstverteidigungsstreitkräfte: 12 AH-64DJP (ursprünglich 13, 1 davon am 5. Februar 2018 abgestürzt)
 Katar
Qatar Emiri Air Force: 24 AH-64E (bestellt 2016, Auslieferung 2019/2020)
 Kuwait
Luftstreitkräfte: 16 AH-64D (bestellt 2005)
 Marokko
Königlich Marokkanische Luftwaffe: 24 AH-64E (Auslieferung seit 2025)
 Niederlande
Koninklijke Luchtmacht: 30 AH-64D Block 1, umgerüstet ab 2009 in AH-64D Block 2, 28 ab 2019 auf AH-64E – Standard gebracht
 Polen
Polnische Landstreitkräfte: 104, 8 AH-64D (übergangsweise Leasing gebrauchter Exemplare, Zulauf 2025), 96 AH-64E (Bestellung 2024, Bestellwert inklusive Ausrüstung 12 Milliarden US-Dollar (rund 11 Milliarden Euro),)
 Saudi-Arabien
Royal Saudi Land Forces: 48, 12 AH-64A (seit April 1993), 36 AH-64E (bestellt 2013)
Saudi Air National Guard: 36 AH-64E (geplant, davon 12 2013 bestellt)
 Singapur
RSAF: 20 AH-64D
 Südkorea
Südkoreanisches Heer: 36 AH-64E (im Frühjahr 2013 bestellt, Auslieferung ab 2016)[veraltet]
 Taiwan (Taiwan)
Heer der Republik China: 30 AH-64E (Auslieferung 2013/2014)
 Vereinigte Arabische Emirate
Luftstreitkräfte: 30 AH-64A (ab 30. Oktober 1993 ausgeliefert, Umrüstung zur AH-64D)
 Vereinigtes Königreich
British Army: 67, 67 WAH-64 („Apache“ AH.1), Umrüstung von 50 Exemplaren auf den AH-64E-Standard („Apache“ AH.2, Auslieferung bis 2025)
 Vereinigte Staaten
United States Army: 727, 107 AH-64A, 620 AH-64D (Stand: Januar 2011)
Stationierungsorte in Deutschland
Die in Deutschland stationierten Apaches gehörten ausnahmslos zur United States Army.
- Hanau Army Airfield, 1989 bis 2005, AH-64A/D (anfangs 2-227th und 3-227th, ab 1997 1–501st Aviation Regiment), Umrüstung auf AH-64D 1997
- Flugplatz Ansbach-Katterbach, 12th Combat Aviation Brigade mit 24 Kampfhubschraubern, aktiv
- Illesheim Army Airfield, seit 1987, AH-64A/D (anfangs 2-6th und 6-6th Cavalry Regiment, ab 2005 2-159th und 3-159th Aviation Regiment), Umrüstung auf AH-64D 2003, seit 2016 nur noch auf Rotationsbasis, 2017 erstmals auch AH-64E
- Coleman Barracks (Mannheim), AH-64A/D, lediglich eine Wartungseinheit, das 2-502nd Aviation Regiment, soll nach Illesheim in die Storck Barracks umziehen

In Europa befinden sich weitere Stützpunkte in Griechenland (Megara und Stefanovikio), den Niederlanden (Gilze-Rijen) und dem Vereinigten Königreich (Middle Wallop und Wattisham)

## Versionen

### AH-64A
Die Grundversion der US Army und für den Export.

### AH-64B
Nachdem der Apache im Golfkrieg 1991 seinen ersten größeren Einsatz hatte, sollten zunächst 250 Apache zur Version B mit verbesserten Systemen wie GPS, SINCGARS, Zieltransferkapazität (verschiedene Apache können ihre gefundenen Ziele untereinander austauschen) und neuen Rotorblättern umgebaut werden. Das Programm wurde jedoch nach wenigen Prototypen 1992 abgebrochen.

### AH-64C
Der Apache C sollte eine Modernisierung der Maschinen bis nahe an den Standard der Version D werden, allerdings sollten die alten Triebwerke in den Maschinen verbleiben und kein Radar eingebaut werden.

### AH-64D

Zwei AH-64D Apache Longbow landen an Bord der USS Ponce

Der Apache Longbow wurde ab 1998 eingeführt. Sichtbarster Unterschied zu den Vorgängerversionen ist das auf einem Mast oberhalb des Hauptrotors installierte Westinghouse-Feuerleitradar. Ursprünglich hießen nur die mit dem Westinghouse-Radar ausgerüsteten Maschinen Longbow, aber dann wurde entschieden, das Programm Apache C fallen zu lassen und alle Maschinen mit neuen Triebwerken auszurüsten und generell zu modernisieren. Deshalb hat heute jeder in Kriegsgebieten eingesetzte Apache – mit wie ohne Radar – mindestens den Rüstungsstand Longbow. Die Standard-Einsatztaktiken sehen vor, dass von zwei gemeinsam operierenden Hubschraubern jeweils einer mit Radar ausgerüstet ist. Ab Anfang 2003 entsprachen die ausgelieferten Hubschrauber dem Block-II-Standard, der digitale Avionikgeräte (Glascockpit) im Cockpit enthielt. Der Longbow-Apache kann die neue Hellfire-II-Rakete abfeuern, die mit einem eigenen Millimeterwellen-Radarsuchkopf ausgerüstet ist. Dies verleiht dem Apache echte Fire-and-Forget-Fähigkeiten, weil der Hubschrauber nur noch kurz aus der Geländedeckung auftauchen muss, eine Rakete abfeuern und anschließend wieder in Deckung fliegen kann. Bei der lasergelenkten Hellfire muss dagegen die ganze Zeit eine Laser-Aufschaltung gegeben sein; alternativ kann der Schütze im „LOAL“-Modus (englisch Lock-On After Launch) zunächst eine Rakete aus der Deckung abfeuern, muss dann aber so rechtzeitig auftauchen, dass der Laser das Ziel noch markieren und die Rakete den Kurs noch ändern kann.

### AH-64E
Beim AH-64E Apache Guardian handelt es sich um die seit Oktober 2012 neue Bezeichnung für die früher als AH-64D Block III bekannte Variante. Die U.S. Army gab an, dass die neue Bezeichnung Apache Guardian aufgrund der Leistungssteigerungen, bedingt durch die neuen Upgrades, notwendig wurde. Bei den Erweiterungen des AH-64E handelt es sich unter anderem um verbesserte digitale Konnektivität, den Einbau des neuen Joint Tactical Radio System, stärkere T700-GE-701D-Turbinen, ein verbessertes Getriebe für maximal 2120 kW, die Fähigkeit zur Steuerung von UAVs, volle IFR-Fähigkeiten und 15 cm längere Rotorblätter aus Verbundwerkstoffen. Die neuen Rotorblätter, welche die Flugerprobung bereits im Mai 2004 erfolgreich absolvierten, erhöhen die Geschwindigkeit, Steigrate und Nutzlastkapazität des Apaches. Eine weitere neue Fähigkeit ist das MUM-T (Manned-Unmanned Teaming), welches den Piloten ermöglicht, jederzeit die Kontrolle über in der Nähe befindliche Drohnen zu übernehmen und so Zugriff auf deren Sensoren, Live-Kamera-Streams und Waffen zu erhalten. Mit dem MUM-T wird der Einsatzradius des Apaches deutlich erhöht. Die Piloten können so bereits lange vor dem Anflug ins Zielgebiet mit den Drohnen ihre Ziele in 80 bis 100 Kilometern Entfernung auskundschaften und diese auch bei Bewegung problemlos im Blick behalten. Das System wurde in Afghanistan eingesetzt. Im Oktober 2010 erhielt Boeing den Auftrag zur Serienproduktion des neuen Apaches, die Auslieferung begann im November 2011. Die Einsatzbereitschaft der ersten Einheit soll ein Jahr später erreicht werden. Insgesamt plant die U.S. Army mit 690 AH-64E, wobei 56 Maschinen neu produziert und 634 Apaches umgerüstet werden sollen. Zuerst sollen 236 Block-I-Hubschrauber auf diesen Stand gebracht werden.

### WAH-64/AH Mk.1

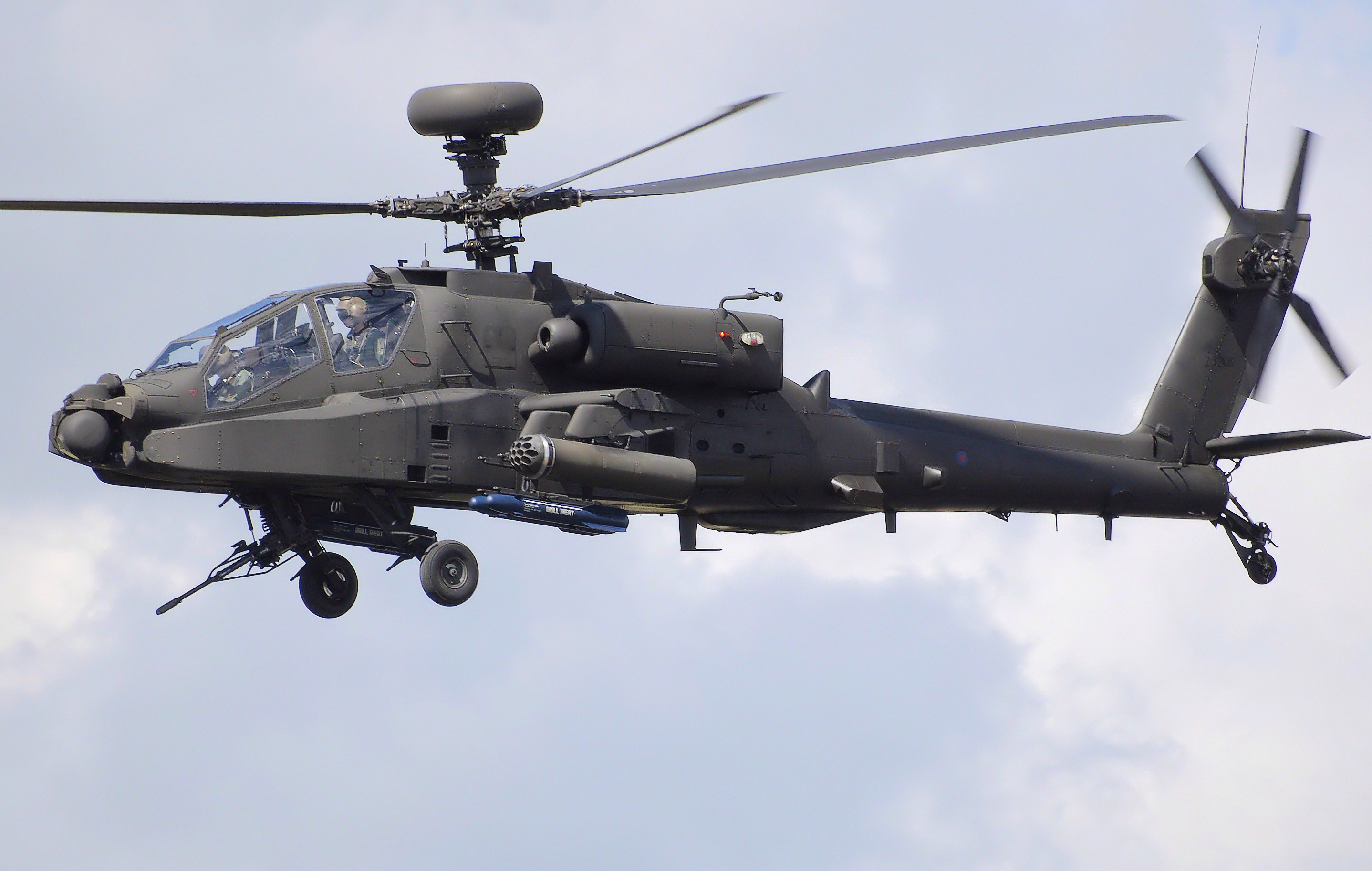
Die britische Version WAH-64

Diese Version des Apache wurde speziell für die British Army entwickelt. Wesentliche Teile der Ausstattung wurden hier nicht von Boeing, sondern von Agusta-Westland in Großbritannien gefertigt. Man zog zudem Lehren aus den Pannen der Vergangenheit. So verfügt der WAH-64 über neue Kommunikations- und Radarsysteme. Weitere Unterschiede zum AH-64D sind die Installation eines Enteisungssystems für die Rotoren, stärkere Triebwerke (Rolls-Royce RTM322) sowie die Möglichkeit zum Einsatz von Brimstone- und CRV7-Raketen. Um den WAH-64 auch von Flugzeug- und Hubschrauberträgern aus einsetzen zu können, ist er mit faltbaren Rotorblättern ausgestattet. Die erste Landung eines Apache auf einem Schiff fand im Juni 2004 an Bord des britischen Hubschrauberträgers Ocean statt. Seit Ende 2005 ist Großbritannien das erste Land, das den Apache regulär auf See einsetzt. Das Verteidigungsministerium erwägt langfristig die Beschaffung weiterer Apaches speziell für die Royal Navy. Am 14. November 2008 erhielt die britische Armee ihre ersten beiden mit neuem Sicht- und Zielerfassungssystem M-TADS ausgerüsteten Apache AH.1.

## Kosten
Die Kosten für einen neuen AH-64D Apache Longbow beliefen sich 1996 auf 18 Millionen US-Dollar (USD), die Nachrüstung des Longbow-Radars kostet etwa 4 Millionen USD. Die Entwicklung der vier Longbow-Prototypen wurde für 194,6 Millionen USD in Auftrag gegeben; das komplette Baulos von 807 Hubschraubern kostete 1,17 Milliarden USD (Stand: 1991). 2013 betrug der Listenpreis zwischen 52 und 61 Mio. USD.
Die zwölf Apache, die Ägypten kaufte, kosteten inklusive Waffen und Ersatzteilen 318 Millionen USD; der Auftrag von Kuwait wird mit einem Wert von 800 Millionen USD, inklusive Waffen, Ersatzteilen und Wartungsdienstleistungen, angegeben.

## Technische Daten

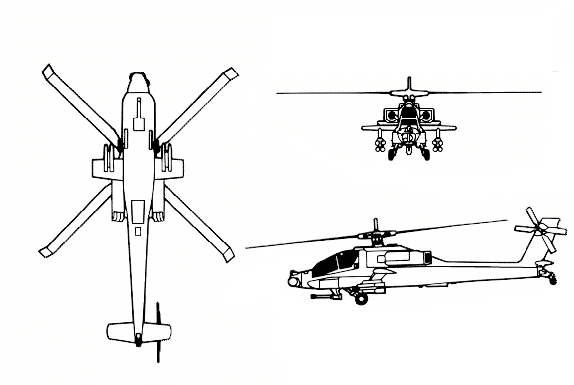
Risszeichnung des AH-64A Apache

| Kenngröße             | AH-64A Apache                                               | AH-64D Apache Longbow                                        |
| --------------------- | ----------------------------------------------------------- | ------------------------------------------------------------ |
| Besatzung             | 2 (Pilot und Bordschütze)                                   | 2 (Pilot und Bordschütze)                                    |
| Gesamtlänge           | 17,76 m                                                     | 17,76 m                                                      |
| Rumpflänge            | 14,97 m                                                     | 14,97 m                                                      |
| Länge über Hauptrotor | 17,39 m                                                     | 17,39 m                                                      |
| Länge über Heckrotor  | 15,47 m                                                     | 15,47 m                                                      |
| Rotordurchmesser      | 14,63 m                                                     | 14,63 m                                                      |
| Heckrotordurchmesser  | 2,79 m                                                      | 2,79 m                                                       |
| Flügelspannweite      | 5,82 m                                                      | 5,82 m                                                       |
| Höhe                  | 4,30 m                                                      | 4,95 m                                                       |
| Leermasse             | 5.165 kg                                                    | 5.352 kg                                                     |
| normale Startmasse    | 6.552 kg                                                    | 7.480 kg                                                     |
| max. Startmasse       | 9.525 kg                                                    | 10.423 kg                                                    |
| Höchstgeschwindigkeit | 293 km/h                                                    | 265 km/h                                                     |
| Steigrate             | 12,7 m/s                                                    | 7,5 m/s                                                      |
| Dienstgipfelhöhe      | 6.400 m                                                     | 5.915 m                                                      |
| Einsatzreichweite     | 482 km (bei normaler Startmasse)                            | 407 km (bei normaler Startmasse)                             |
| Triebwerke            | 2 × General Electric T700-GE-701-Turbinen (bis zu 1.696 PS) | 2 × General Electric T700-GE-701C-Turbinen (bis zu 1.940 PS) |

### Bewaffnung

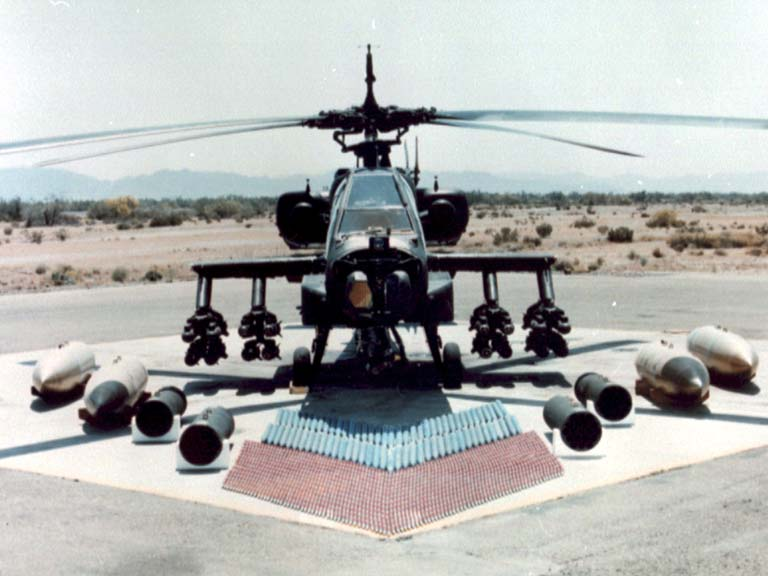
Bewaffnung des Apache

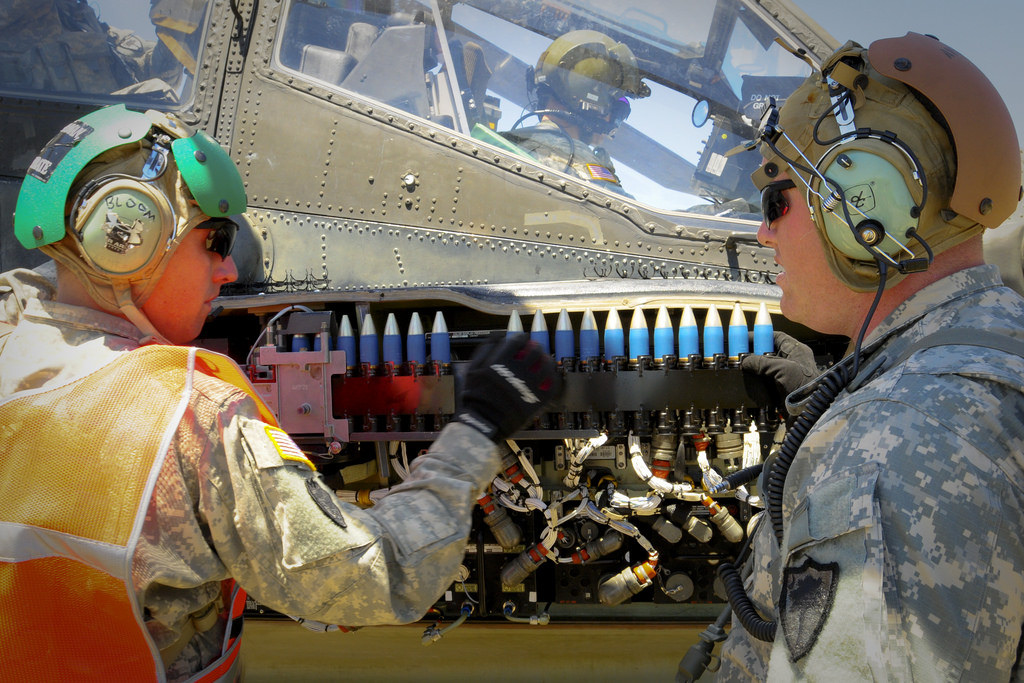
30-mm-Munition wird geladen

Bewaffnet ist der Apache mit einer mittig unter dem Vorderrumpf schwenkbar montierten 30-mm-Bordkanone vom Typ M230. An den beiden Stummelflügeln links und rechts vom Rumpf stehen insgesamt vier Befestigungspunkte für Luft-Boden-Waffen sowie zwei Befestigungspunkte für Luft-Luft-Bewaffnung zur Verfügung. Die Flügelstationen sind üblicherweise paarweise bestückt mit je vier AGM-114-Hellfire-Panzerabwehrlenkwaffen an den Außenstationen und je einem Container mit neunzehn ungelenkten 70-mm-Raketen vom Typ Hydra an den inneren Stationen. Auch eine Vollbestückung mit 16 Hellfire- oder vier Containern mit Hydra-Raketen ist möglich. Auch ist die Bestückung mit AGM-65-Maverick-Luft-Boden-Raketen möglich (1 pro Befestigungspunkt). Bei neueren Versionen des Apache befindet sich in der Verlängerung der Stummelflügel je eine Station für zwei Luft-Luft-Raketen vom Typ Stinger oder eine Sidewinder.
Schwenkbar installierte Bewaffnung in Lafette unter Vorderrumpf
- 1 × 30-mm-Maschinenkanone M230 mit 1200 Schuss Munition (max. nur Bordkanone – bei zusätzlicher Raketenbewaffnung 750 Schuss) HEDP (High Explosive Dual Purpose, M789), HEI (High Explosive Incendiary, M799) in einem Magazinkasten

Bewaffnung bis zu 1500 kg an sechs Außenlaststationen unter den beiden Stummelflügeln
Luft-Luft-Lenkwaffen
- 2 × Lenkwaffenwerfer für je 2 × Raytheon AIM-92 „Stinger“ – infrarotgesteuerte Kurzstrecken-Luft-Luft-Lenkwaffen (nur AH-64D)
- 2 × Raytheon AIM-9L „Sidewinder“ – infrarotgesteuerte Kurzstrecken-Luft-Luft-Lenkwaffen (nur AH-64D)

Luft-Boden-Lenkwaffen
- 4 × Werfergestelle M299 mit je 4 × Boeing Corp/Martin Marietta AGM-114 „Hellfire“ – laser- bzw. radargesteuerten Panzerabwehrlenkwaffen
- 4 × Werfergestelle M299 mit je 4 × Lockheed Martin AGM-179 „JAGM“ – laser- bzw. radargesteuerten Panzerabwehrlenkwaffen

Ungelenkte Luft-Boden-Raketen
- 4 × Raketenwerfer LAU-5003 / CRV7 für je 19 × ungelenkte Hydra-Luft-Boden-Raketen; Kaliber 70 mm / 2,75 inch (nur WAH.64)
- 4 × Raketenwerfer LAU-261 für je 19 × ungelenkte Hydra-Luft-Boden-Raketen; Kaliber 70 mm / 2,75 inch
- 4 × Raketenwerfer LAU-68/69 für je 7 × ungelenkte Hydra-Luft-Boden-Raketen; Kaliber 70 mm / 2,75 inch

Externe Behälter
- 4 × abwerfbare Zusatz-Treibstofftanks mit je 870 Litern (230-US-Gallonen) Kerosin

### Selbstschutz
Im Bereich des Selbstschutzes kommen folgende Sensoren für die Selbstverteidigung zum Einsatz:
Sensoren AH-64A
- 4 × AN/APR-39 (Radarwarngerät für AH-64A)
- 1 × AN/ALQ-162 (Radarstörsystem für AH-64A)
- 1 × AN/ALQ-136(V)5 (Radarstörsystem)

Sensoren AH-64D
- 1 × AN/APR-48 (Radarlokalisierung mit Interferometrie für AH-64A/D)
- 4 × AN/ALQ-211(V)1 (Radarwarn- und Störsystem für AH-64D, ersetzt AN/APR-39)
- 4 × AN/AVR-2-(Laserwarner)
- 2 × AN/ALQ-212 (umfasst das AN/AAR-57-Raketenwarnsystem und ein optionales Infrarotstörsystem)

Im Bereich des Selbstschutzes kommen folgende Avionikkomponenten zum Einsatz:
- 1 × BAE AN/ALQ-144(V)3 „disco light“ – Infrarot-Lenkwaffenstörsystem (infra-red guided missile countermeasure devices, IRCM)
- 2 × Tracor M130-Täuschkörperwerfer mit 30 Täuschkörpern (36 mm Breite wie bspw. M-1- oder M-206-Hitzefackeln)
- 4 × BAE AN/ALE-47-Täuschkörperwerfer mit 30 Täuschkörpern (36 mm Breite wie bspw. CCU-136A/A-Hitzefackeln)